# میچیو یاسودا
میچیو یاسودا (به انگلیسی: Michio Yasuda) بازیکن فوتبال اهل ژاپن و عضو تیم ملی فوتبال ژاپن است که در تاریخ ۲۳ اوت ۱۹۷۹ میلادی اولین بازی ملی‌اش را انجام داد. او در ۱ بازی ملی حضور داشت و آخرین بازی ملی خود را در تاریخ ۲۳ اوت ۱۹۷۹ میلادی انجام داد. میچیو یاسودا در بازی‌های ملی‌اش
گلی به ثمر نرساند.